# Championnats pan-pacifiques 1995
Navigation
Édition précédente Édition suivante
Les 6es Championnats pan-pacifiques se déroulent à Atlanta ( États-Unis), du 10 au 13 août 1995. 

## Tableau des médailles
| Rang | Nation           | Or | Argent | Bronze | Total |
| ---- | ---------------- | -- | ------ | ------ | ----- |
| 1    | États-Unis       | 15 | 16     | 11     | 42    |
| 2    | Australie        | 13 | 12     | 9      | 34    |
| 3    | Japon            | 4  | 2      | 7      | 13    |
| 4    | Nouvelle-Zélande | 1  | 1      | 2      | 4     |
| 5    | Afrique du Sud   | 1  | 1      | 0      | 2     |
| 6    | Canada           | 0  | 2      | 4      | 6     |
| 7    | Costa Rica       | 0  | 0      | 1      | 1     |
|      | Total            | 34 | 34     | 34     | 102   |

## Podiums

### Hommes
| Épreuves           | Or                                                                 | Or             | Argent          | Argent         | Bronze           | Bronze         |
| ------------------ | ------------------------------------------------------------------ | -------------- | --------------- | -------------- | ---------------- | -------------- |
| Nage libre         |                                                                    |                |                 |                |                  |                |
| 50 m               | Gary Hall Jr.                                                      | 22 s 30        | David Fox       | 22 s 31        | Chris Fydler     | 22 s 64        |
| 100 m              | Gary Hall Jr.                                                      | 49 s 47        | Jon Olsen       | 49 s 56        | Chris Fydler     | 49 s 95        |
| 200 m              | Danyon Loader                                                      | 1 min 48 s 72  | Daniel Kowalski | 1 min 49 s 14  | Chad Carvin      | 1 min 49 s 38  |
| 400 m              | Daniel Kowalski                                                    | 3 min 50 s 01  | Danyon Loader   | 3 min 50 s 11  | Chad Carvin      | 3 min 50 s 47  |
| 800 m              | Daniel Kowalski                                                    | 7 min 50 s 28  | Kieren Perkins  | 7 min 50 s 80  | Carlton Bruner   | 8 min 01 s 63  |
| 1 500 m            | Kieren Perkins                                                     | 14 min 58 s 92 | Daniel Kowalski | 15 min 02 s 20 | Carlton Bruner   | 15 min 17 s 13 |
| Dos                |                                                                    |                |                 |                |                  |                |
| 100 m              | Jeff Rouse                                                         | 54 s 99        | William Schwenk | 55 s 18        | Mark Versfeld    | 56 s 08        |
| 200 m              | William Schwenk                                                    | 1 min 58 s 87  | Tom Dolan       | 2 min 00 s 18  | Ryuji Horii      | 2 min 00 s 56  |
| Brasse             |                                                                    |                |                 |                |                  |                |
| 100 m              | Eric Wunderlich                                                    | 1 min 01 s 80  | Phil Rogers     | 1 min 01 s 83  | Kurt Grote       | 1 min 02 s 19  |
| 200 m              | Akira Hayashi                                                      | 2 min 16 s 60  | Eric Wunderlich | 2 min 15 s 29  | Phil Rogers      | 2 min 15 s 32  |
| Papillon           |                                                                    |                |                 |                |                  |                |
| 100 m              | Scott Miller                                                       | 53 s 07        | Mark Henderson  | 53 s 69        | Adam Pine        | 54 s 02        |
| 200 m              | Scott Miller                                                       | 1 min 57 s 86  | Scott Goodman   | 1 min 58 s 65  | Matt Hooper      | 1 min 58 s 83  |
| 4 nages            |                                                                    |                |                 |                |                  |                |
| 200 m              | Tom Dolan                                                          | 2 min 00 s 89  | Matthew Dunn    | 2 min 01 s 48  | Curtis Myden     | 2 min 01 s 80  |
| 400 m              | Tom Dolan                                                          | 4 min 14 s 77  | Eric Namesnik   | 4 min 15 s 39  | Matthew Dunn     | 4 min 18 s 83  |
| Relais             |                                                                    |                |                 |                |                  |                |
| 4x100 m nage libre | États-Unis Gary Hall Jr. David Fox Joe Hudepohl Jon Olsen          | 3 min 15 s 11  | Australie       | 3 min 19 s 67  | Nouvelle-Zélande | 3 min 21 s 52  |
| 4x200 m nage libre | Australie Michael Klim Daniel Kowalski Matthew Dunn Kieren Perkins | 7 min 17 s 52  | États-Unis      | 7 min 17 s 88  | Nouvelle-Zélande | 7 min 27 s 90  |
| 4x100 m 4 nages    | États-Unis Jeff Rouse Eric Wunderlich Mark Henderson Gary Hall Jr. | 3 min 37 s 04  | Australie       | 3 min 39 s 62  | Japon            | 3 min 42 s 32  |

### Femmes
| Épreuves           | Or                                                                        | Or             | Argent                                                            | Argent         | Bronze            | Bronze         |
| ------------------ | ------------------------------------------------------------------------- | -------------- | ----------------------------------------------------------------- | -------------- | ----------------- | -------------- |
| Nage libre         |                                                                           |                |                                                                   |                |                   |                |
| 50 m               | Amy Van Dyken                                                             | 25 s 03        | Jenny Thompson                                                    | 25 s 38        | Sumika Minamoto   | 25 s 74        |
| 100 m              | Jenny Thompson                                                            | 55 s 31        | Amy Van Dyken                                                     | 56 s 13        | Suzu Chiba        | 56 s 17        |
| 200 m              | Suzu Chiba                                                                | 2 min 00 s 00  | Cristina Teuscher                                                 | 2 min 00 s 38  | Claudia Poll      | 2 min 00 s 46  |
| 400 m              | Brooke Bennett                                                            | 4 min 10 s 46  | Trina Jackson                                                     | 4 min 11 s 04  | Hayley Lewis      | 4 min 11 s 26  |
| 800 m              | Hayley Lewis                                                              | 8 min 28 s 78  | Brooke Bennett                                                    | 8 min 29 s 21  | Trina Jackson     | 8 min 36 s 61  |
| 1 500 m            | Brooke Bennett                                                            | 16 min 15 s 58 | Hayley Lewis                                                      | 16 min 15 s 73 | Stacey Gartrell   | 16 min 43 s 93 |
| Dos                |                                                                           |                |                                                                   |                |                   |                |
| 100 m              | Noriko Inada                                                              | 1 min 02 s 02  | Nicole Livingstone                                                | 1 min 02 s 17  | Mai Nakamura      | 1 min 02 s 22  |
| 200 m              | Nicole Livingstone                                                        | 2 min 11 s 26  | Noriko Inada                                                      | 2 min 11 s 54  | Whitney Hedgepeth | 2 min 11 s 95  |
| Brasse             |                                                                           |                |                                                                   |                |                   |                |
| 100 m              | Penny Heyns                                                               | 1 min 08 s 09  | Guylaine Cloutier                                                 | 1 min 09 s 48  | Amanda Beard      | 1 min 09 s 90  |
| 200 m              | Samantha Riley                                                            | 2 min 24 s 81  | Penny Heyns                                                       | 2 min 27 s 68  | Amanda Beard      | 2 min 28 s 20  |
| Papillon           |                                                                           |                |                                                                   |                |                   |                |
| 100 m              | Susie O'Neill                                                             | 59 s 58        | Jenny Thompson                                                    | 59 s 83        | Jessica Amey      | 1 min 00 s 24  |
| 200 m              | Susie O'Neill                                                             | 2 min 07 s 29  | Mika Haruna                                                       | 2 min 10 s 88  | Whitney Phelps    | 2 min 11 s 25  |
| 4 nages            |                                                                           |                |                                                                   |                |                   |                |
| 200 m              | Elli Overton                                                              | 2 min 14 s 68  | Joanne Malar                                                      | 2 min 15 s 45  | Anna Windsor      | 2 min 16 s 13  |
| 400 m              | Fumie Kurotori                                                            | 4 min 44 s 22  | Allison Wagner                                                    | 4 min 45 s 52  | Elli Overton      | 4 min 46 s 24  |
| Relais             |                                                                           |                |                                                                   |                |                   |                |
| 4x100 m nage libre | États-Unis Amy van Dyken Jenny Thompson Angel Martino Melanie Valerio     | 3 min 41 s 59  | Australie                                                         | 3 min 42 s 99  | Japon             | 3 min 44 s 89  |
| 4x200 m nage libre | États-Unis Jenny Thompson Cristina Teuscher Melanie Valerio Trina Jackson | 8 min 02 s 68  | Australie                                                         | 8 min 03 s 75  | Canada            | 8 min 07 s 79  |
| 4x100 m 4 nages    | Australie                                                                 | 4 min 02 s 93  | États-Unis Lea Loveless Amanda Beard Jenny Thompson Amy van Dyken | 4 min 05 s 60  | Japon             | 4 min 07 s 18  |